# 와타나베 마사요시
와타나베 마사요시（일본어: 渡邉正義, 1954년 12월 20일 출생）는 일본의 화학자이자 요코하마 국립대학의 교수이다. 전공은 고분자화학, 전기화학이며 가나가와현 출신이다.

## 약력
- 1974년, 가나가와현립 키보우가오카 고등학교 졸업
- 1978년, 와세다대학 이공학부 응용화학과 졸업
- 1982년, 와세다대학대학원 이공학연구과 박사과정 중퇴
- 동일한 해, 죠우치대학 이공학부화학과 조수
- 1983년, 와세다대학대학원 이공학연구과 공학박사 학위취득

논문 명은「Studies on Electrically Conducting Polymers with Electronic and Ionic Carriers」
- 1988-1990년, 노스캐롤라이나대학 연구원
- 1992년, 요코하마국립대학 공학부 물질공학과 강사
- 1994년, 요코하마국립대학 공학부 물질공학과 조교수
- 1998년, 요코하마국립대학 공학부 물질공학과 교수
- 1999년-2002년, 동경대학대학원 공학계연구과　객원교수를 병임
- 2001년 (조직의 개편에 의해) 요코하마국립대학대학원 공학연구원 교수

## 연구내용
이온액체와 이온전도성 고분자 (리튬계, 프로톤계, 전자수송계 등)의 개발과 물성평가 및 도전기구의 검토, 이들을 전해질로 사용하는 (고체)전기화학이나 전기화학기능계면의 구축, 고분자 안에서의 산화환원 착체 간의 전자이동반응의 해석, 리튬계 이차전지 (리튬이온 이차전지, 리튬 황 전지, 리튬 공기 전지 등), 연료전지, 태양전지, 소프트 액츄에이터에 적용하기 위한 분자설계의 방법, 콜로이드결정 주형법을 이용한 다공질재료의 창제와 기능평가, 다공질 탄소재료를 전극에 적용, 이온액체 안에서의 고분자의 상전이 거동의 해석이나 레독스 활성기를 가지는 (감온성)고분자의 전기화학적 거동의 해석, 금기판상에서 (감온성) 고분자의 고정화와 표면물성해석 등.

## 수상경력
- 2006년 전기화학회 학술상
- 2006년 고분자학회상 등